# リーチ (ゲーム)
リーチとは、ゲームにおいて、後一つで揃うまたは上がる可能性がある状態のことである。宣言した場合を特にリーチという場合もある。
リーチという語句は麻雀用語の立直に由来する。

## 概要
リーチとは、ゲームにおいて、次の番で上がる可能性がある状態のことである。
複数人で順々にターンが回るようなゲームの場合、どれだけ早く揃うもしくは上がるかが、勝利条件である場合が多い。その場合、リーチを宣言した人以外のプレーヤーが、宣言した人に上がられまいと、手を読み合う頭脳戦になることがある。そのため、リーチの条件が揃ったにもかかわらず、リーチしない場合、お手つきになるというルールもある。

## リーチを使うゲーム
- ビンゴゲーム
- ボードゲーム
- カードゲーム